# 反聖職者主義
反聖職者主義（はんせいしょくしゃしゅぎ、英: anti-clericalism）は、宗教上の権威、特にカトリック教会または教皇の権威・権力（＝教権）を否定する考えをさす。広義では、聖職者あるいは宗教自体が、政治や市民の日常生活など、精神世界以外の世俗分野に介入すること全般に反対する立場を意味する。無神論者や不可知論者、リベラル派や左翼だけでなく、ローマからの独立を主張したガリカニストあるいはジャンセニストなどのフランスのカトリック教会や、ラテンアメリカのカトリック教会など、キリスト教会内部にもこの考えを受け継ぐものがある。

## フランス
フランス革命の時代に理性崇拝運動が起こり、マクシミリアン・ロベスピエールは最高存在の祭典を開いた。この時以来カトリック教会と政権との間に亀裂が生じたが、1801年のコンコルダートでナポレオン・ボナパルトとカトリック教会は和解した。フランス第三共和政では反聖職者主義の左翼が反ユダヤ主義を主張した。
現在でも共和派に反聖職者主義は多い。

## ラテンアメリカ
アルゼンチンのフアン・ペロン大統領やペロニスタは国家主義を推し進めたので、聖職者による介入を嫌がった。1966年にコンコルダートが結ばれ、アルゼンチン政府はバチカンの許可無く教区を変更する事が認められた。
皇帝アグスティン・デ・イトゥルビデは王権神授説を信じていたので露骨にカトリック重視の方針を打ち出した。それはハプスブルク家支配下やポルフィリオ・ディアス政権に於いても続行され、1910年に発生したメキシコ革命まで続いた。革命の際にラサロ・カルデナス大統領は明確に教会と距離を置く方針を示し、教会財産を国有化すると宣言した。これに対して「シナルキスタ」という親カトリックの組織が作られ、大統領に抵抗した。中南米に於いてはカトリック教会はスペイン帝国に押し付けられた文化であると見なされて、教会から距離を置こうとする権力者が相次いだ。その為右翼陣営や国家主義者でも反聖職者主義を支持する人も多い。

## ロシア
ロシアでは帝政末期にグリゴリー・ラスプーチンが権力に取り入ってロマノフ朝を破滅させたという教訓や、共産主義を採用したソビエト連邦が成立した事によって反聖職者主義が確立した。
因みに、日本でも奈良時代に宇佐神宮が孝謙天皇に対して道鏡に皇位継承させるべしと託宣した宇佐八幡宮神託事件が発生、爾来朝廷には僧侶を政治に近付けてはならぬという意識が定着したとされている。